# Петар Кепен
Петар Иванович Кепен (рус. Пётр Ива́нович Кёппен; Харков, 19. фебруар 1793 — Алушта, 4. јун 1864) био је истакнути руски географ, етнограф, демограф, историчар и статистичар. Академик Петербуршке академије наука од 1839. године, Активни грађански саветник и један од оснивача Руског географског друштва.
Његов син Владимир Кепен био је један од најзначајнијих светскик климатолога, и он је 1900. објавио капитално дело Класификација климата.

## Биографија
Петар Иванович Кепен рођен је 19. фебруара 1793. у граду Харкову (данас у Украјини) у породици немачког лекара из Бранденбурга који је 1786. на позив тадашње императорке Катарине II заједно са још тридесетак немачких лекара дошао да ради у Русију.
Године 1814. дипломирао је на Универзитету у Харкову и стекао звање мастера права, а потом одлази у Санкт Петербург где је све до 1822. године радио у одеђењу поштанског саобраћаја. Потом одлази на даље школовање у Немачку где је 1825. на Тибингенском универзитету стекао звање доктора филозофије. Већ наредне године Императорска академија наука изабрала га је на место дописног члана.
У периоду 1829—1834. враћа се на Крим где почиње да прикупља материјале везане за географију и историју тог полустрва. Податке скупљене током истраживања на Криму објавио је 1837. године у Кримском зборнику (Крымский Сборник). Године 1837. почео је да ради у Императорској академији наука као ванредни члан, а 1843. постављен је на место академика на катедри за статистику. У исто време паралелно је радио и у Министаррству државне имовине Империје.
Учествовао је у оснивачкој скупштини којом је 18. августа 1845. основано Руско географско друштво (рус. Русское географическое общество) где је постављен на место начелника одељења за статистичка истраживања. По налогу географског друштва 1846. започео је рад на изради комплетне етнографичке карте европског дела Руске Империје. Након вишегодишњег рада карта је објављена 1851. године. За тај рад Географско друштво му је доделило Константиновску медаљу, одликовање које је додељивано члановима друштва за изванредне научне заслуге.
Због нарушеног здравља 1852. се враћа назад на Крим, на своје имање Карабаг недалеко од Алуште где је остао до краја живота 23. маја 1864. године.